# Maladies des peuples autochtones au Canada
Les autochtones ont contracté plusieurs maladies dévastatrices au cours des siècles antérieurs, en raison de l’arrivée massive des Européens sur le territoire du Canada.

## Histoire et maladies au Canada
Au XVIIe siècle, l’arrivée des Européens sur le territoire du Canada entraîne de nombreux problèmes de santé. Les autochtones tombent gravement malades parce que les missionnaires ont apporté (à leur insu) de nouvelles maladies inconnues sur le continent américain. Les autochtones vont en mourir, car leur système immunitaire n’est pas alors en mesure de les combattre. Parmi les maladies mortelles qui frappent les autochtones, on trouve la syphilis, la petite vérole ou la variole, la peste, la coqueluche, la scarlatine, la roséole, le typhus, la fièvre, la diphtérie ; même un simple rhume peut alors causer la mort chez certains autochtones. 
Dans les années 1630, une épidémie de grippe est responsable de la mort de plusieurs autochtones. 
Ces épidémies touchent en général les enfants et les adultes de 15 à 40 ans.
Plusieurs autochtones décèdent également après avoir contracté la tuberculose. Cette maladie est responsable de nombreux décès jusqu’au XXe siècle.
D’autres maladies comme les hépatites, l’encéphalite, la poliomyélite, l’arthrite, les parasites intestinaux, la gastro-intestinale ainsi que les nombreuses infections respiratoires ont également été présentes chez les autochtones. En revanche, elles n’ont pas causé la mort ou très peu,.

## Remèdes: Chaman, guérisseur ou diffuseur de maladie?
Lorsque les autochtones étaient gravement souffrants, le chaman (prêtre guérisseur) peut ordonner aux malades de quitter le village et de camper en forêt loin des autres individus. Les malades pouvaient revenir au bercail seulement lorsque ceux-ci étaient complètement guéris. Les chercheurs supposent que les autochtones avaient découvert la « quarantaine ».
Le chaman utilisait également la tente de sudation pour prévenir les maladies, pour guérir et pour nettoyer leur corps des impuretés. La suerie se faisait à l’intérieur d’une cabane où il faisait extrêmement chaud. On y faisait bouillir des herbes médicinales et aromatisées. Puis, on inhalait les vapeurs qui s’y dégageaient et laissaient entrer les vapeurs dans les pores de peau pour « restaurer » la santé.
Puisqu’il faisait très chaud, les Iroquois suaient abondamment.  Dans la tente de sudation, les autochtones étaient généralement nus. Les femmes et les hommes étaient toujours dans des cabanes distinctes. Puis, lors de la suerie, on récitait des chants de guérison. En effet, la tente de sudation faisait partie de la spiritualité des autochtones, c’est pour cette raison qu’on lui accordait beaucoup d’importance.
Puis, après avoir sué abondamment, les Iroquois pouvaient se jeter dans la rivière et se frotter la peau de la tête au pied. Ensuite, les autochtones se couvraient le corps avec de la graisse d’ours plus particulièrement lors des périodes où il y avait beaucoup de mouches et de moustiques. Par contre, cette méthode n’était pas toujours efficace pour guérir les malades. D’ailleurs, cette pratique fut fatale parce que les cabanes étaient devenues des lieux de propagation des épidémies en plus du contact avec les Européens. Ainsi, plusieurs autochtones furent contaminés dans ces circonstances. De plus, lors des bains d’eau froide, à la suite de la suerie, plusieurs autochtones furent touchés par une fièvre intense en raison du refroidissement du corps. En plus, certains autochtones se noyaient dans la rivière parce qu’ils étaient devenus trop faibles,.
Les chamans faisaient tout ce qu’ils pouvaient pour essayer de guérir les malades, cependant, ils ne faisaient qu’aggraver la situation et ils répandaient encore plus la maladie qui faisait déjà beaucoup de ravage. Ils ont essayé les remèdes à base de plantes, la tente de sudation, et tout ce qu’ils connaissaient de la médecine traditionnelle, mais il n’y avait rien à faire pour lutter contre les maux et les maladies d’origine étrangère,.